# Флетчер, Алберт (футболист, 1866)
А́лберт То́мас Фле́тчер (англ. Albert Thomas Fletcher; 1 апреля 1866 — 22 декабря 1940) — английский футболист, хавбек. Выступал за футбольные клубы «Уилленхолл Пикуик» и «Вулверхэмптон Уондерерс», а также за национальную сборную Англии.

## Career
Родился в Уилленхолле (графство Стаффордшир). Футбольную карьеру начал в командах «Нью-Инвеншн Экселсиор» и «Лейн Хед Уайт Стар». С 1885 по 1886 год выступал за «Уилленхолл Пикуик». В 1886 году перешёл в «Вулверхэмптон Уондерерс». В 1888 году была создана Футбольная лига Англии. В сентябре 1888 года Флетчер дебютировал в первом в истории розыгрыше турнира в матче против клуба «Астон Вилла» (ничья 1:1). 6 октября того же года забил свой первый (и единственный) гол в Футбольной лиге в матче против «Аккрингтона», который завершился вничью со счётом 4:4. Всего в сезоне 1888/89 он провёл за «волков» 16 матчей в Футбольной лиге и ещё 6 — в Кубке Англии, в том числе финальную игру против «Престон Норт Энд».
23 февраля 1889 года Флетчер дебютировал за национальную сборную Англии, сыграв на позиции правого хавбека в матче Домашнего чемпионата против сборной Уэльса на стадионе «Виктория Граунд»; англичане одержали в том матче победу со счётом 4:1. 15 марта 1890 года провёл свой второй (и последний) матч за сборную Англии: это была игра против сборной Уэльса на стадионе «Рейскорс Граунд», которая завершилась победой англичан со счётом 3:1.
В феврале 1892 года в матче против «Астон Виллы» получил серьёзную травму колена, из-за которой в итоге был вынужден завершить карьеру. Всего он провёл за «Вулверхэмптон Уондерерс» 120 матчей, 59 из которых были матчами Футбольной лиги. Впоследствии работал в тренерском штабе «Вулверхэмптон Уондерерс» вплоть до 1920 года.

## Достижения
«Вулверхэмптон Уондерерс»
- Обладатель Благотворительного кубка Уэнзбери[англ.]: 1887/88
- Обладатель Большого кубка Стаффордшира[англ.]: 1887/88
- Финалист Кубка Англии: 1888/89